# Tenoch Huerta
José Tenoch Huerta Mejía (* 29. ledna 1981, Ecatepec de Morelos, Mexiko) je mexický herec. Objevil se v mnoha latinskoamerických a španělských filmech a seriálech, z nichž největší role je role Rafaela v kriminální sérii Narcos: Mexiko (2018) a záporné role Namora ve filmu Black Panther: Wakanda Forever (2022) z MCU. Za tuto roli pak v kategorii „vedlejší role“ získal r. 2023 cenu NAACP Image Awards.

## Osobní život
Huerta se narodil r. 1981 v malém mexickém městečku Ecatepec de Morelos, kde strávil celé dětství. Jeho otec byl filmovým nadšencem a jelikož Tenocha podporovali v jeho hereckém nadání, tak ho přihlásili do hereckého kurzu Marie Eleny Saldaña, kde patřil mezi premianty.
Sám má ryze indiánský původ. Jeho prababička z matčiny strany byla etnika Nahua, zatímco prababička otce zase z etnika Purépecha. Dle svých slov se však identifikuje jako čistý Mexičan a žádný domorodec. Rád se však zajímá o etnika střední Ameriky a podporuje jejich dědictví v rámci vzdělávání veřejnosti (např. i v rámci filmu Black Panther: Wakanda nechť žije).

## Kariéra

### Filmografie
| Rok  | Název filmu                                  | Role                                     | Poznámky                             |
| ---- | -------------------------------------------- | ---------------------------------------- | ------------------------------------ |
| 2006 | Así del precipicio                           | umývač okna                              |                                      |
| 2007 | Malamados, en la soledad todo esta permitido | Aarón                                    |                                      |
| 2007 | Déficit                                      | Adán                                     |                                      |
| 2007 | La zona                                      | Mario                                    |                                      |
| 2008 | Sleep Dealer                                 | David Cruz                               |                                      |
| 2008 | Café paraíso                                 | Gallo                                    | krátkometrážní film                  |
| 2008 | Road to Fame                                 | Domingo                                  |                                      |
| 2008 | Nesio                                        | El Araña                                 |                                      |
| 2008 | Soy mi madre                                 | Ramón                                    |                                      |
| 2008 | Just Walking                                 | David                                    |                                      |
| 2009 | Sin nombre                                   | Lil' Mago                                |                                      |
| 2009 | El horno                                     | Přítel                                   | krátkometrážní film                  |
| 2010 | Marea alta                                   | Gerónimo                                 |                                      |
| 2010 | Depositarios                                 | Andrés                                   |                                      |
| 2010 | Chicogrande                                  | Doktor Terán                             |                                      |
| 2010 | ¿Cómo has estado?                            | Obsmar                                   | krátkometrážní film                  |
| 2010 | El Infierno                                  | Ďábel                                    |                                      |
| 2010 | Busco empleo                                 | Ramn                                     | krátkometrážní film                  |
| 2011 | Cristeros y Federales                        | Voják                                    | krátkometrážní film                  |
| 2011 | Días de gracia                               | Učitel / Lupe                            |                                      |
| 2012 | Vacaciones en el infierno                    | Carlos                                   |                                      |
| 2012 | Cristiada                                    |                                          | nakonec neobsazen                    |
| 2012 | Colosio: El asesinato                        | Jesús "Chuy"                             |                                      |
| 2012 | De tierra                                    | Julio                                    | krátkometrážní film                  |
| 2012 | La vida precoz y breve de Sabina Rivas       | Juan                                     |                                      |
| 2012 | Penumbra                                     | Ángel                                    | krátkometrážní film                  |
| 2013 | La banqueta                                  | Abel                                     | krátkometrážní film                  |
| 2013 | Stand Clear of the Closing Doors             | Ricardo Sr.                              |                                      |
| 2014 | Güeros                                       | Sombra                                   |                                      |
| 2014 | Mercy                                        | Él                                       | krátkometrážní film                  |
| 2014 | Escobar: Paradise Lost                       | Roldano Brother                          |                                      |
| 2014 | El más buscado                               | Charro Misterioso / Alfredo Ríos Galeana |                                      |
| 2015 | The 33                                       | Carlos Mamani                            |                                      |
| 2015 | Semana Santa                                 | Chávez                                   |                                      |
| 2015 | Camino                                       | Alejo                                    |                                      |
| 2015 | Spectre                                      | Mexičan ve výtahu                        |                                      |
| 2015 | Las Aparicio                                 | Juan                                     |                                      |
| 2016 | La carga                                     | Francisco Tenamaztle                     |                                      |
| 2016 | Vive por mí                                  | Gavilán                                  |                                      |
| 2017 | El silencio es bienvenido                    | Voják č. 1                               |                                      |
| 2017 | El autor                                     | Enrique                                  |                                      |
| 2017 | Tigers Are Not Afraid                        | El Chino                                 |                                      |
| 2017 | Debris                                       | Armando                                  | krátkometrážní film                  |
| 2018 | Bel Canto                                    | Comandante Benjamín                      |                                      |
| 2020 | Son of Monarchs                              | Mendel                                   |                                      |
| 2020 | Dark Forces                                  | Franco                                   |                                      |
| 2021 | The Forever Purge                            | Juan                                     |                                      |
| 2021 | Madres                                       | Beto                                     |                                      |
| 2022 | Black Panther: Wakanda nechť žije            | Namor                                    | V titulcích jako Tenoch Huerta Mejía |

### Televize
| Rok       | Název filmu           | Role                         | Poznámky   |
| --------- | --------------------- | ---------------------------- | ---------- |
| 2008      | Capadocia             | Toño                         | 2 epizody  |
| 2010      | Los Minondo           | Nacho                        |            |
| 2011      | El Encanto del Águila | Emiliano Zapata              | 5 epizod   |
| 2012      | Cloroformo            | El Búfalo                    | 13 epizod  |
| 2016      | Hasta Que Te Conocí   | Nereo                        | 3 epizod   |
| 2015–2016 | Mozart in the Jungle  | Manuel                       | 2 epizod   |
| 2016–2017 | Blue Demon            | Alejandro Muñoz / Blue Demon | 65 epizod  |
| 2018      | Here on Earth         | Adán Cruz                    | 8 epizod   |
| 2018–2020 | Narcos: Mexiko        | Rafael Caro Quintero         | 11 epizod  |
| 2023      | The Chosen One        | Lemuel                       | Miniseries |